# Unicodeblock Kangxi-Radikale
Der Unicodeblock Kangxi-Radikale (engl. Kangxi Radicals, U+2F00 bis U+2FDF) enthält die traditionellen 214 Radikale der chinesischen (CJK-) Schriftzeichen nach dem Kangxi-Wörterbuch. Die Glyphen für diese Radikale sind identisch mit 214 der 20.991 Zeichen aus dem Unicodeblock Vereinheitlichte CJK-Ideogramme. 

## Tabelle
Alle Zeichen haben die Kategorie "Anderes Symbol" und die bidirektionale Klasse "Anderes neutrales Zeichen".
| Unicodenummer  | Zeichen (400 %) | Offizielle Bezeichnung           | Beschreibung                                               |
| -------------- | --------------- | -------------------------------- | ---------------------------------------------------------- |
| U+2F00 (12032) | ⼀              | KANGXI RADICAL ONE               | Kangxi-Radikal 01: eins = 一 (U+4E00)                      |
| U+2F01 (12033) | ⼁              | KANGXI RADICAL LINE              | Kangxi-Radikal 02: Linie = 丨 (U+4E28)                     |
| U+2F02 (12034) | ⼂              | KANGXI RADICAL DOT               | Kangxi-Radikal 03: Punkt = 丶 (U+4E36)                     |
| U+2F03 (12035) | ⼃              | KANGXI RADICAL SLASH             | Kangxi-Radikal 04: Schrägstrich = 丿 (U+4E3F)              |
| U+2F04 (12036) | ⼄              | KANGXI RADICAL SECOND            | Kangxi-Radikal 05: Zweiter = 乙 (U+4E59)                   |
| U+2F05 (12037) | ⼅              | KANGXI RADICAL HOOK              | Kangxi-Radikal 06: Haken = 亅 (U+4E85)                     |
| U+2F06 (12038) | ⼆              | KANGXI RADICAL TWO               | Kangxi-Radikal 07: zwei = 二 (U+4E8C)                      |
| U+2F07 (12039) | ⼇              | KANGXI RADICAL LID               | Kangxi-Radikal 08: Deckel = 亠 (U+4EA0)                    |
| U+2F08 (12040) | ⼈              | KANGXI RADICAL MAN               | Kangxi-Radikal 09: Mensch = 人 (U+4EBA)                    |
| U+2F09 (12041) | ⼉              | KANGXI RADICAL LEGS              | Kangxi-Radikal 010: Beine = 儿 (U+513F)                    |
| U+2F0A (12042) | ⼊              | KANGXI RADICAL ENTER             | Kangxi-Radikal 011: betreten = 入 (U+5165)                 |
| U+2F0B (12043) | ⼋              | KANGXI RADICAL EIGHT             | Kangxi-Radikal 012: acht = 八 (U+516B)                     |
| U+2F0C (12044) | ⼌              | KANGXI RADICAL DOWN BOX          | Kangxi-Radikal 013: unten offener Kasten = 冂 (U+5182)     |
| U+2F0D (12045) | ⼍              | KANGXI RADICAL COVER             | Kangxi-Radikal 014: bedecken = 冖 (U+5196)                 |
| U+2F0E (12046) | ⼎              | KANGXI RADICAL ICE               | Kangxi-Radikal 015: Eis = 冫 (U+51AB)                      |
| U+2F0F (12047) | ⼏              | KANGXI RADICAL TABLE             | Kangxi-Radikal 016: Tisch = 几 (U+51E0)                    |
| U+2F10 (12048) | ⼐              | KANGXI RADICAL OPEN BOX          | Kangxi-Radikal 017: offener Kasten = 凵 (U+51F5)           |
| U+2F11 (12049) | ⼑              | KANGXI RADICAL KNIFE             | Kangxi-Radikal 018: Messer = 刀 (U+5200)                   |
| U+2F12 (12050) | ⼒              | KANGXI RADICAL POWER             | Kangxi-Radikal 019: Kraft = 力 (U+529B)                    |
| U+2F13 (12051) | ⼓              | KANGXI RADICAL WRAP              | Kangxi-Radikal 020: einwickeln = 勹 (U+52F9)               |
| U+2F14 (12052) | ⼔              | KANGXI RADICAL SPOON             | Kangxi-Radikal 021: Löffel = 匕 (U+5315)                   |
| U+2F15 (12053) | ⼕              | KANGXI RADICAL RIGHT OPEN BOX    | Kangxi-Radikal 022: rechts offener Kasten = 匚 (U+531A)    |
| U+2F16 (12054) | ⼖              | KANGXI RADICAL HIDING ENCLOSURE  | Kangxi-Radikal 023: verstecken, umschließend = 匸 (U+5338) |
| U+2F17 (12055) | ⼗              | KANGXI RADICAL TEN               | Kangxi-Radikal 024: zehn = 十 (U+5341)                     |
| U+2F18 (12056) | ⼘              | KANGXI RADICAL DIVINATION        | Kangxi-Radikal 025: Orakel = 卜 (U+535C)                   |
| U+2F19 (12057) | ⼙              | KANGXI RADICAL SEAL              | Kangxi-Radikal 026: Siegel = 卩 (U+5369)                   |
| U+2F1A (12058) | ⼚              | KANGXI RADICAL CLIFF             | Kangxi-Radikal 027: Abhang = 厂 (U+5382)                   |
| U+2F1B (12059) | ⼛              | KANGXI RADICAL PRIVATE           | Kangxi-Radikal 028: privat = 厶 (U+53B6)                   |
| U+2F1C (12060) | ⼜              | KANGXI RADICAL AGAIN             | Kangxi-Radikal 029: erneut = 又 (U+53C8)                   |
| U+2F1D (12061) | ⼝              | KANGXI RADICAL MOUTH             | Kangxi-Radikal 030: Mund = 口 (U+53E3)                     |
| U+2F1E (12062) | ⼞              | KANGXI RADICAL ENCLOSURE         | Kangxi-Radikal 031: Umschließung = 囗 (U+56D7)             |
| U+2F1F (12063) | ⼟              | KANGXI RADICAL EARTH             | Kangxi-Radikal 032: Erde = 土 (U+571F)                     |
| U+2F20 (12064) | ⼠              | KANGXI RADICAL SCHOLAR           | Kangxi-Radikal 033: Gelehrter = 士 (U+58EB)                |
| U+2F21 (12065) | ⼡              | KANGXI RADICAL GO                | Kangxi-Radikal 034: gehen = 夂 (U+5902)                    |
| U+2F22 (12066) | ⼢              | KANGXI RADICAL GO SLOWLY         | Kangxi-Radikal 035: langsam gehen = 夊 (U+590A)            |
| U+2F23 (12067) | ⼣              | KANGXI RADICAL EVENING           | Kangxi-Radikal 036: Abend = 夕 (U+5915)                    |
| U+2F24 (12068) | ⼤              | KANGXI RADICAL BIG               | Kangxi-Radikal 037: groß = 大 (U+5927)                     |
| U+2F25 (12069) | ⼥              | KANGXI RADICAL WOMAN             | Kangxi-Radikal 038: Frau = 女 (U+5973)                     |
| U+2F26 (12070) | ⼦              | KANGXI RADICAL CHILD             | Kangxi-Radikal 039: Kind = 子 (U+5B50)                     |
| U+2F27 (12071) | ⼧              | KANGXI RADICAL ROOF              | Kangxi-Radikal 040: Dach = 宀 (U+5B80)                     |
| U+2F28 (12072) | ⼨              | KANGXI RADICAL INCH              | Kangxi-Radikal 041: Zoll (Längenmaß) = 寸 (U+5BF8)         |
| U+2F29 (12073) | ⼩              | KANGXI RADICAL SMALL             | Kangxi-Radikal 042: klein = 小 (U+5C0F)                    |
| U+2F2A (12074) | ⼪              | KANGXI RADICAL LAME              | Kangxi-Radikal 043: lahm = 尢 (U+5C22)                     |
| U+2F2B (12075) | ⼫              | KANGXI RADICAL CORPSE            | Kangxi-Radikal 044: Leiche = 尸 (U+5C38)                   |
| U+2F2C (12076) | ⼬              | KANGXI RADICAL SPROUT            | Kangxi-Radikal 045: Spross = 屮 (U+5C6E)                   |
| U+2F2D (12077) | ⼭              | KANGXI RADICAL MOUNTAIN          | Kangxi-Radikal 046: Berg = 山 (U+5C71)                     |
| U+2F2E (12078) | ⼮              | KANGXI RADICAL RIVER             | Kangxi-Radikal 047: Fluss = 巛 (U+5DDB)                    |
| U+2F2F (12079) | ⼯              | KANGXI RADICAL WORK              | Kangxi-Radikal 048: Arbeit = 工 (U+5DE5)                   |
| U+2F30 (12080) | ⼰              | KANGXI RADICAL ONESELF           | Kangxi-Radikal 049: selber = 己 (U+5DF1)                   |
| U+2F31 (12081) | ⼱              | KANGXI RADICAL TURBAN            | Kangxi-Radikal 050: Turban = 巾 (U+5DFE)                   |
| U+2F32 (12082) | ⼲              | KANGXI RADICAL DRY               | Kangxi-Radikal 051: trocken = 干 (U+5E72)                  |
| U+2F33 (12083) | ⼳              | KANGXI RADICAL SHORT THREAD      | Kangxi-Radikal 052: kurzer Faden = 幺 (U+5E7A)             |
| U+2F34 (12084) | ⼴              | KANGXI RADICAL DOTTED CLIFF      | Kangxi-Radikal 053: Abhang mit Punkt = 广 (U+5E7F)         |
| U+2F35 (12085) | ⼵              | KANGXI RADICAL LONG STRIDE       | Kangxi-Radikal 054: großer Schritt = 廴 (U+5EF4)           |
| U+2F36 (12086) | ⼶              | KANGXI RADICAL TWO HANDS         | Kangxi-Radikal 055: zwei Hände = 廾 (U+5EFE)               |
| U+2F37 (12087) | ⼷              | KANGXI RADICAL SHOOT             | Kangxi-Radikal 056: schießen = 弋 (U+5F0B)                 |
| U+2F38 (12088) | ⼸              | KANGXI RADICAL BOW               | Kangxi-Radikal 057: Bogen = 弓 (U+5F13)                    |
| U+2F39 (12089) | ⼹              | KANGXI RADICAL SNOUT             | Kangxi-Radikal 058: Schnauze = 彐 (U+5F50)                 |
| U+2F3A (12090) | ⼺              | KANGXI RADICAL BRISTLE           | Kangxi-Radikal 059: Borste = 彡 (U+5F61)                   |
| U+2F3B (12091) | ⼻              | KANGXI RADICAL STEP              | Kangxi-Radikal 060: Schritt = 彳 (U+5F73)                  |
| U+2F3C (12092) | ⼼              | KANGXI RADICAL HEART             | Kangxi-Radikal 061: Herz = 心 (U+5FC3)                     |
| U+2F3D (12093) | ⼽              | KANGXI RADICAL HALBERD           | Kangxi-Radikal 062: Hellebarde = 戈 (U+6208)               |
| U+2F3E (12094) | ⼾              | KANGXI RADICAL DOOR              | Kangxi-Radikal 063: Tür = 戶 (U+6236)                      |
| U+2F3F (12095) | ⼿              | KANGXI RADICAL HAND              | Kangxi-Radikal 064: Hand = 手 (U+624B)                     |
| U+2F40 (12096) | ⽀              | KANGXI RADICAL BRANCH            | Kangxi-Radikal 065: Zweig = 支 (U+652F)                    |
| U+2F41 (12097) | ⽁              | KANGXI RADICAL RAP               | Kangxi-Radikal 066: klopfen = 攴 (U+6534)                  |
| U+2F42 (12098) | ⽂              | KANGXI RADICAL SCRIPT            | Kangxi-Radikal 067: Schrift = 文 (U+6587)                  |
| U+2F43 (12099) | ⽃              | KANGXI RADICAL DIPPER            | Kangxi-Radikal 068: Schöpfkelle = 斗 (U+6597)              |
| U+2F44 (12100) | ⽄              | KANGXI RADICAL AXE               | Kangxi-Radikal 069: Axt = 斤 (U+65A4)                      |
| U+2F45 (12101) | ⽅              | KANGXI RADICAL SQUARE            | Kangxi-Radikal 070: Viereck = 方 (U+65B9)                  |
| U+2F46 (12102) | ⽆              | KANGXI RADICAL NOT               | Kangxi-Radikal 071: nicht = 无 (U+65E0)                    |
| U+2F47 (12103) | ⽇              | KANGXI RADICAL SUN               | Kangxi-Radikal 072: Sonne = 日 (U+65E5)                    |
| U+2F48 (12104) | ⽈              | KANGXI RADICAL SAY               | Kangxi-Radikal 073: sagen = 曰 (U+66F0)                    |
| U+2F49 (12105) | ⽉              | KANGXI RADICAL MOON              | Kangxi-Radikal 074: Mond = 月 (U+6708)                     |
| U+2F4A (12106) | ⽊              | KANGXI RADICAL TREE              | Kangxi-Radikal 075: Baum = 木 (U+6728)                     |
| U+2F4B (12107) | ⽋              | KANGXI RADICAL LACK              | Kangxi-Radikal 076: mangeln = 欠 (U+6B20)                  |
| U+2F4C (12108) | ⽌              | KANGXI RADICAL STOP              | Kangxi-Radikal 077: anhalten = 止 (U+6B62)                 |
| U+2F4D (12109) | ⽍              | KANGXI RADICAL DEATH             | Kangxi-Radikal 078: Tod = 歹 (U+6B79)                      |
| U+2F4E (12110) | ⽎              | KANGXI RADICAL WEAPON            | Kangxi-Radikal 079: Waffe = 殳 (U+6BB3)                    |
| U+2F4F (12111) | ⽏              | KANGXI RADICAL DO NOT            | Kangxi-Radikal 080: unterlassen = 毋 (U+6BCB)              |
| U+2F50 (12112) | ⽐              | KANGXI RADICAL COMPARE           | Kangxi-Radikal 081: vergleichen = 比 (U+6BD4)              |
| U+2F51 (12113) | ⽑              | KANGXI RADICAL FUR               | Kangxi-Radikal 082: Fell = 毛 (U+6BDB)                     |
| U+2F52 (12114) | ⽒              | KANGXI RADICAL CLAN              | Kangxi-Radikal 083: Sippe = 氏 (U+6C0F)                    |
| U+2F53 (12115) | ⽓              | KANGXI RADICAL STEAM             | Kangxi-Radikal 084: Dampf = 气 (U+6C14)                    |
| U+2F54 (12116) | ⽔              | KANGXI RADICAL WATER             | Kangxi-Radikal 085: Wasser = 水 (U+6C34)                   |
| U+2F55 (12117) | ⽕              | KANGXI RADICAL FIRE              | Kangxi-Radikal 086: Feuer = 火 (U+706B)                    |
| U+2F56 (12118) | ⽖              | KANGXI RADICAL CLAW              | Kangxi-Radikal 087: Kralle = 爪 (U+722A)                   |
| U+2F57 (12119) | ⽗              | KANGXI RADICAL FATHER            | Kangxi-Radikal 088: Vater = 父 (U+7236)                    |
| U+2F58 (12120) | ⽘              | KANGXI RADICAL DOUBLE X          | Kangxi-Radikal 089: Doppel-X = 爻 (U+723B)                 |
| U+2F59 (12121) | ⽙              | KANGXI RADICAL HALF TREE TRUNK   | Kangxi-Radikal 090: halber Baumstumpf = 爿 (U+723F)        |
| U+2F5A (12122) | ⽚              | KANGXI RADICAL SLICE             | Kangxi-Radikal 091: Scheibe = 片 (U+7247)                  |
| U+2F5B (12123) | ⽛              | KANGXI RADICAL FANG              | Kangxi-Radikal 092: Fangzahn = 牙 (U+7259)                 |
| U+2F5C (12124) | ⽜              | KANGXI RADICAL COW               | Kangxi-Radikal 093: Kuh = 牛 (U+725B)                      |
| U+2F5D (12125) | ⽝              | KANGXI RADICAL DOG               | Kangxi-Radikal 094: Hund = 犬 (U+72AC)                     |
| U+2F5E (12126) | ⽞              | KANGXI RADICAL PROFOUND          | Kangxi-Radikal 095: gründlich = 玄 (U+7384)                |
| U+2F5F (12127) | ⽟              | KANGXI RADICAL JADE              | Kangxi-Radikal 096: Jade = 玉 (U+7389)                     |
| U+2F60 (12128) | ⽠              | KANGXI RADICAL MELON             | Kangxi-Radikal 097: Melone = 瓜 (U+74DC)                   |
| U+2F61 (12129) | ⽡              | KANGXI RADICAL TILE              | Kangxi-Radikal 098: Kachel = 瓦 (U+74E6)                   |
| U+2F62 (12130) | ⽢              | KANGXI RADICAL SWEET             | Kangxi-Radikal 099: süß = 甘 (U+7518)                      |
| U+2F63 (12131) | ⽣              | KANGXI RADICAL LIFE              | Kangxi-Radikal 100: Leben = 生 (U+751F)                    |
| U+2F64 (12132) | ⽤              | KANGXI RADICAL USE               | Kangxi-Radikal 101: verwenden = 用 (U+7528)                |
| U+2F65 (12133) | ⽥              | KANGXI RADICAL FIELD             | Kangxi-Radikal 102: Feld = 田 (U+7530)                     |
| U+2F66 (12134) | ⽦              | KANGXI RADICAL BOLT OF CLOTH     | Kangxi-Radikal 103: Stoffballen = 疋 (U+758B)              |
| U+2F67 (12135) | ⽧              | KANGXI RADICAL SICKNESS          | Kangxi-Radikal 104: Krankheit = 疒 (U+7592)                |
| U+2F68 (12136) | ⽨              | KANGXI RADICAL DOTTED TENT       | Kangxi-Radikal 105: geflecktes Zelt = 癶 (U+7676)          |
| U+2F69 (12137) | ⽩              | KANGXI RADICAL WHITE             | Kangxi-Radikal 106: weiß = 白 (U+767D)                     |
| U+2F6A (12138) | ⽪              | KANGXI RADICAL SKIN              | Kangxi-Radikal 107: Haut = 皮 (U+76AE)                     |
| U+2F6B (12139) | ⽫              | KANGXI RADICAL DISH              | Kangxi-Radikal 108: Schüssel = 皿 (U+76BF)                 |
| U+2F6C (12140) | ⽬              | KANGXI RADICAL EYE               | Kangxi-Radikal 109: Auge = 目 (U+76EE)                     |
| U+2F6D (12141) | ⽭              | KANGXI RADICAL SPEAR             | Kangxi-Radikal 110: Speer = 矛 (U+77DB)                    |
| U+2F6E (12142) | ⽮              | KANGXI RADICAL ARROW             | Kangxi-Radikal 111: Pfeil = 矢 (U+77E2)                    |
| U+2F6F (12143) | ⽯              | KANGXI RADICAL STONE             | Kangxi-Radikal 112: Stein = 石 (U+77F3)                    |
| U+2F70 (12144) | ⽰              | KANGXI RADICAL SPIRIT            | Kangxi-Radikal 113: Geist = 示 (U+793A)                    |
| U+2F71 (12145) | ⽱              | KANGXI RADICAL TRACK             | Kangxi-Radikal 114: Spur = 禸 (U+79B8)                     |
| U+2F72 (12146) | ⽲              | KANGXI RADICAL GRAIN             | Kangxi-Radikal 115: Korn = 禾 (U+79BE)                     |
| U+2F73 (12147) | ⽳              | KANGXI RADICAL CAVE              | Kangxi-Radikal 116: Höhle = 穴 (U+7A74)                    |
| U+2F74 (12148) | ⽴              | KANGXI RADICAL STAND             | Kangxi-Radikal 117: stehen = 立 (U+7ACB)                   |
| U+2F75 (12149) | ⽵              | KANGXI RADICAL BAMBOO            | Kangxi-Radikal 118: Bambus = 竹 (U+7AF9)                   |
| U+2F76 (12150) | ⽶              | KANGXI RADICAL RICE              | Kangxi-Radikal 119: Reis = 米 (U+7C73)                     |
| U+2F77 (12151) | ⽷              | KANGXI RADICAL SILK              | Kangxi-Radikal 120: Seide = 糸 (U+7CF8)                    |
| U+2F78 (12152) | ⽸              | KANGXI RADICAL JAR               | Kangxi-Radikal 121: Krug = 缶 (U+7F36)                     |
| U+2F79 (12153) | ⽹              | KANGXI RADICAL NET               | Kangxi-Radikal 122: Netz = 网 (U+7F51)                     |
| U+2F7A (12154) | ⽺              | KANGXI RADICAL SHEEP             | Kangxi-Radikal 123: Schaf = 羊 (U+7F8A)                    |
| U+2F7B (12155) | ⽻              | KANGXI RADICAL FEATHER           | Kangxi-Radikal 124: Feder = 羽 (U+7FBD)                    |
| U+2F7C (12156) | ⽼              | KANGXI RADICAL OLD               | Kangxi-Radikal 125: alt = 老 (U+8001)                      |
| U+2F7D (12157) | ⽽              | KANGXI RADICAL AND               | Kangxi-Radikal 126: und = 而 (U+800C)                      |
| U+2F7E (12158) | ⽾              | KANGXI RADICAL PLOW              | Kangxi-Radikal 127: Pflug = 耒 (U+8012)                    |
| U+2F7F (12159) | ⽿              | KANGXI RADICAL EAR               | Kangxi-Radikal 128: Ohr = 耳 (U+8033)                      |
| U+2F80 (12160) | ⾀              | KANGXI RADICAL BRUSH             | Kangxi-Radikal 129: Pinsel = 聿 (U+807F)                   |
| U+2F81 (12161) | ⾁              | KANGXI RADICAL MEAT              | Kangxi-Radikal 130: Fleisch = 肉 (U+8089)                  |
| U+2F82 (12162) | ⾂              | KANGXI RADICAL MINISTER          | Kangxi-Radikal 131: Minister = 臣 (U+81E3)                 |
| U+2F83 (12163) | ⾃              | KANGXI RADICAL SELF              | Kangxi-Radikal 132: selbst = 自 (U+81EA)                   |
| U+2F84 (12164) | ⾄              | KANGXI RADICAL ARRIVE            | Kangxi-Radikal 133: ankommen = 至 (U+81F3)                 |
| U+2F85 (12165) | ⾅              | KANGXI RADICAL MORTAR            | Kangxi-Radikal 134: Mörser = 臼 (U+81FC)                   |
| U+2F86 (12166) | ⾆              | KANGXI RADICAL TONGUE            | Kangxi-Radikal 135: Zunge = 舌 (U+820C)                    |
| U+2F87 (12167) | ⾇              | KANGXI RADICAL OPPOSE            | Kangxi-Radikal 136: gegenüber = 舛 (U+821B)                |
| U+2F88 (12168) | ⾈              | KANGXI RADICAL BOAT              | Kangxi-Radikal 137: Boot = 舟 (U+821F)                     |
| U+2F89 (12169) | ⾉              | KANGXI RADICAL STOPPING          | Kangxi-Radikal 138: aufhören = 艮 (U+826E)                 |
| U+2F8A (12170) | ⾊              | KANGXI RADICAL COLOR             | Kangxi-Radikal 139: Farbe = 色 (U+8272)                    |
| U+2F8B (12171) | ⾋              | KANGXI RADICAL GRASS             | Kangxi-Radikal 140: Gras = 艸 (U+8278)                     |
| U+2F8C (12172) | ⾌              | KANGXI RADICAL TIGER             | Kangxi-Radikal 141: Tiger = 虍 (U+864D)                    |
| U+2F8D (12173) | ⾍              | KANGXI RADICAL INSECT            | Kangxi-Radikal 142: Insekt = 虫 (U+866B)                   |
| U+2F8E (12174) | ⾎              | KANGXI RADICAL BLOOD             | Kangxi-Radikal 143: Blut = 血 (U+8840)                     |
| U+2F8F (12175) | ⾏              | KANGXI RADICAL WALK ENCLOSURE    | Kangxi-Radikal 144: gehen, umschließend = 行 (U+884C)      |
| U+2F90 (12176) | ⾐              | KANGXI RADICAL CLOTHES           | Kangxi-Radikal 145: Kleidung = 衣 (U+8863)                 |
| U+2F91 (12177) | ⾑              | KANGXI RADICAL WEST              | Kangxi-Radikal 146: Westen = 襾 (U+897E)                   |
| U+2F92 (12178) | ⾒              | KANGXI RADICAL SEE               | Kangxi-Radikal 147: sehen = 見 (U+898B)                    |
| U+2F93 (12179) | ⾓              | KANGXI RADICAL HORN              | Kangxi-Radikal 148: Horn = 角 (U+89D2)                     |
| U+2F94 (12180) | ⾔              | KANGXI RADICAL SPEECH            | Kangxi-Radikal 149: Rede = 言 (U+8A00)                     |
| U+2F95 (12181) | ⾕              | KANGXI RADICAL VALLEY            | Kangxi-Radikal 150: Tal = 谷 (U+8C37)                      |
| U+2F96 (12182) | ⾖              | KANGXI RADICAL BEAN              | Kangxi-Radikal 151: Bohne = 豆 (U+8C46)                    |
| U+2F97 (12183) | ⾗              | KANGXI RADICAL PIG               | Kangxi-Radikal 152: Schwein = 豕 (U+8C55)                  |
| U+2F98 (12184) | ⾘              | KANGXI RADICAL BADGER            | Kangxi-Radikal 153: Dachs = 豸 (U+8C78)                    |
| U+2F99 (12185) | ⾙              | KANGXI RADICAL SHELL             | Kangxi-Radikal 154: Muschel = 貝 (U+8C9D)                  |
| U+2F9A (12186) | ⾚              | KANGXI RADICAL RED               | Kangxi-Radikal 155: rot = 赤 (U+8D64)                      |
| U+2F9B (12187) | ⾛              | KANGXI RADICAL RUN               | Kangxi-Radikal 156: laufen = 走 (U+8D70)                   |
| U+2F9C (12188) | ⾜              | KANGXI RADICAL FOOT              | Kangxi-Radikal 157: Fuß = 足 (U+8DB3)                      |
| U+2F9D (12189) | ⾝              | KANGXI RADICAL BODY              | Kangxi-Radikal 158: Körper = 身 (U+8EAB)                   |
| U+2F9E (12190) | ⾞              | KANGXI RADICAL CART              | Kangxi-Radikal 159: Karren = 車 (U+8ECA)                   |
| U+2F9F (12191) | ⾟              | KANGXI RADICAL BITTER            | Kangxi-Radikal 160: bitter = 辛 (U+8F9B)                   |
| U+2FA0 (12192) | ⾠              | KANGXI RADICAL MORNING           | Kangxi-Radikal 161: Morgen = 辰 (U+8FB0)                   |
| U+2FA1 (12193) | ⾡              | KANGXI RADICAL WALK              | Kangxi-Radikal 162: zu Fuß gehen = 辵 (U+8FB5)             |
| U+2FA2 (12194) | ⾢              | KANGXI RADICAL CITY              | Kangxi-Radikal 163: Stadt = 邑 (U+9091)                    |
| U+2FA3 (12195) | ⾣              | KANGXI RADICAL WINE              | Kangxi-Radikal 164: Wein = 酉 (U+9149)                     |
| U+2FA4 (12196) | ⾤              | KANGXI RADICAL DISTINGUISH       | Kangxi-Radikal 165: unterscheiden = 釆 (U+91C6)            |
| U+2FA5 (12197) | ⾥              | KANGXI RADICAL VILLAGE           | Kangxi-Radikal 166: Dorf = 里 (U+91CC)                     |
| U+2FA6 (12198) | ⾦              | KANGXI RADICAL GOLD              | Kangxi-Radikal 167: Gold = 金 (U+91D1)                     |
| U+2FA7 (12199) | ⾧              | KANGXI RADICAL LONG              | Kangxi-Radikal 168: lang = 長 (U+9577)                     |
| U+2FA8 (12200) | ⾨              | KANGXI RADICAL GATE              | Kangxi-Radikal 169: Tor = 門 (U+9580)                      |
| U+2FA9 (12201) | ⾩              | KANGXI RADICAL MOUND             | Kangxi-Radikal 170: Hügel = 阜 (U+961C)                    |
| U+2FAA (12202) | ⾪              | KANGXI RADICAL SLAVE             | Kangxi-Radikal 171: Sklave = 隶 (U+96B6)                   |
| U+2FAB (12203) | ⾫              | KANGXI RADICAL SHORT TAILED BIRD | Kangxi-Radikal 172: kurzschwänziger Vogel = 隹 (U+96B9)    |
| U+2FAC (12204) | ⾬              | KANGXI RADICAL RAIN              | Kangxi-Radikal 173: Regen = 雨 (U+96E8)                    |
| U+2FAD (12205) | ⾭              | KANGXI RADICAL BLUE              | Kangxi-Radikal 174: blau = 靑 (U+9751)                     |
| U+2FAE (12206) | ⾮              | KANGXI RADICAL WRONG             | Kangxi-Radikal 175: falsch = 非 (U+975E)                   |
| U+2FAF (12207) | ⾯              | KANGXI RADICAL FACE              | Kangxi-Radikal 176: Gesicht = 面 (U+9762)                  |
| U+2FB0 (12208) | ⾰              | KANGXI RADICAL LEATHER           | Kangxi-Radikal 177: Leder = 革 (U+9769)                    |
| U+2FB1 (12209) | ⾱              | KANGXI RADICAL TANNED LEATHER    | Kangxi-Radikal 178: gegerbtes Leder = 韋 (U+97CB)          |
| U+2FB2 (12210) | ⾲              | KANGXI RADICAL LEEK              | Kangxi-Radikal 179: Lauch = 韭 (U+97ED)                    |
| U+2FB3 (12211) | ⾳              | KANGXI RADICAL SOUND             | Kangxi-Radikal 180: Ton = 音 (U+97F3)                      |
| U+2FB4 (12212) | ⾴              | KANGXI RADICAL LEAF              | Kangxi-Radikal 181: Blatt = 頁 (U+9801)                    |
| U+2FB5 (12213) | ⾵              | KANGXI RADICAL WIND              | Kangxi-Radikal 182: Wind = 風 (U+98A8)                     |
| U+2FB6 (12214) | ⾶              | KANGXI RADICAL FLY               | Kangxi-Radikal 183: fliegen = 飛 (U+98DB)                  |
| U+2FB7 (12215) | ⾷              | KANGXI RADICAL EAT               | Kangxi-Radikal 184: essen = 食 (U+98DF)                    |
| U+2FB8 (12216) | ⾸              | KANGXI RADICAL HEAD              | Kangxi-Radikal 185: Kopf = 首 (U+9996)                     |
| U+2FB9 (12217) | ⾹              | KANGXI RADICAL FRAGRANT          | Kangxi-Radikal 186: duftend = 香 (U+9999)                  |
| U+2FBA (12218) | ⾺              | KANGXI RADICAL HORSE             | Kangxi-Radikal 187: Pferd = 馬 (U+99AC)                    |
| U+2FBB (12219) | ⾻              | KANGXI RADICAL BONE              | Kangxi-Radikal 188: Knochen = 骨 (U+9AA8)                  |
| U+2FBC (12220) | ⾼              | KANGXI RADICAL TALL              | Kangxi-Radikal 189: hoch = 高 (U+9AD8)                     |
| U+2FBD (12221) | ⾽              | KANGXI RADICAL HAIR              | Kangxi-Radikal 190: Haar = 髟 (U+9ADF)                     |
| U+2FBE (12222) | ⾾              | KANGXI RADICAL FIGHT             | Kangxi-Radikal 191: kämpfen = 鬥 (U+9B25)                  |
| U+2FBF (12223) | ⾿              | KANGXI RADICAL SACRIFICIAL WINE  | Kangxi-Radikal 192: Opferwein = 鬯 (U+9B2F)                |
| U+2FC0 (12224) | ⿀              | KANGXI RADICAL CAULDRON          | Kangxi-Radikal 193: Kessel = 鬲 (U+9B32)                   |
| U+2FC1 (12225) | ⿁              | KANGXI RADICAL GHOST             | Kangxi-Radikal 194: Gespenst = 鬼 (U+9B3C)                 |
| U+2FC2 (12226) | ⿂              | KANGXI RADICAL FISH              | Kangxi-Radikal 195: Fisch = 魚 (U+9B5A)                    |
| U+2FC3 (12227) | ⿃              | KANGXI RADICAL BIRD              | Kangxi-Radikal 196: Vogel = 鳥 (U+9CE5)                    |
| U+2FC4 (12228) | ⿄              | KANGXI RADICAL SALT              | Kangxi-Radikal 197: Salz = 鹵 (U+9E75)                     |
| U+2FC5 (12229) | ⿅              | KANGXI RADICAL DEER              | Kangxi-Radikal 198: Hirsch = 鹿 (U+9E7F)                   |
| U+2FC6 (12230) | ⿆              | KANGXI RADICAL WHEAT             | Kangxi-Radikal 199: Weizen = 麥 (U+9EA5)                   |
| U+2FC7 (12231) | ⿇              | KANGXI RADICAL HEMP              | Kangxi-Radikal 200: Hanf = 麻 (U+9EBB)                     |
| U+2FC8 (12232) | ⿈              | KANGXI RADICAL YELLOW            | Kangxi-Radikal 201: gelb = 黃 (U+9EC3)                     |
| U+2FC9 (12233) | ⿉              | KANGXI RADICAL MILLET            | Kangxi-Radikal 202: Hirse = 黍 (U+9ECD)                    |
| U+2FCA (12234) | ⿊              | KANGXI RADICAL BLACK             | Kangxi-Radikal 203: schwarz = 黑 (U+9ED1)                  |
| U+2FCB (12235) | ⿋              | KANGXI RADICAL EMBROIDERY        | Kangxi-Radikal 204: Stickerei = 黹 (U+9EF9)                |
| U+2FCC (12236) | ⿌              | KANGXI RADICAL FROG              | Kangxi-Radikal 205: Frosch = 黽 (U+9EFD)                   |
| U+2FCD (12237) | ⿍              | KANGXI RADICAL TRIPOD            | Kangxi-Radikal 206: Dreifuß = 鼎 (U+9F0E)                  |
| U+2FCE (12238) | ⿎              | KANGXI RADICAL DRUM              | Kangxi-Radikal 207: Trommel = 鼓 (U+9F13)                  |
| U+2FCF (12239) | ⿏              | KANGXI RADICAL RAT               | Kangxi-Radikal 208: Ratte = 鼠 (U+9F20)                    |
| U+2FD0 (12240) | ⿐              | KANGXI RADICAL NOSE              | Kangxi-Radikal 209: Nase = 鼻 (U+9F3B)                     |
| U+2FD1 (12241) | ⿑              | KANGXI RADICAL EVEN              | Kangxi-Radikal 210: gleichmäßig = 齊 (U+9F4A)              |
| U+2FD2 (12242) | ⿒              | KANGXI RADICAL TOOTH             | Kangxi-Radikal 211: Zahn = 齒 (U+9F52)                     |
| U+2FD3 (12243) | ⿓              | KANGXI RADICAL DRAGON            | Kangxi-Radikal 212: Drache = 龍 (U+9F8D)                   |
| U+2FD4 (12244) | ⿔              | KANGXI RADICAL TURTLE            | Kangxi-Radikal 213: Schildkröte = 龜 (U+9F9C)              |
| U+2FD5 (12245) | ⿕              | KANGXI RADICAL FLUTE             | Kangxi-Radikal 214: Flöte = 龠 (U+9FA0)                    |